# Hội chứng Turner
Hội chứng Turner (phát âm IPA: /ˈtɜːnə/, phát âm tiếng Việt: Tớc-nơ) cũng còn gọi là hội chứng XO là một hội chứng di truyền đặc trưng bởi người bệnh là nữ mà chỉ có 1 nhiễm sắc thể X (trong khi nữ bình thường có 2 nhiễm sắc thể giới tính X này). Công thức bộ nhiễm sắc thể giới tính của người bệnh thường viết tắt = 44A + X.
Các dấu hiệu và triệu chứng có thể khác nhau ở những người khác nhau nhưng phần lớn những người mắc bệnh có cổ ngắn, lõm và có nếp gấp da dọc xuống vai, tai thấp, chân tóc thấp ở sau cổ, tầm vóc thấp và bàn tay bàn chân bị sưng khi sinh ra. Ngoài ra, họ không có ngực, không có kinh nguyệt và không thể sinh con do rối loạn phân ly nhiễm sắc thể. Các dị tật, tiểu đường, hoóc môn tuyến giáp yếu, vấn đề về thị giác và thính giác cũng sẽ xảy ra thường xuyên hơn. Tuy trí thông minh của họ bình thường nhưng họ có vấn đề với hình ảnh không gian.
Nói chung người mắc hội chứng Turner có thời gian sống ngắn hơn bình thường, chủ yếu do bệnh tim và tiểu đường.

## Lịch sử
Hội chứng này được đặt tên theo Henry Turner, một nhà nội tiết học từ Illinois đã mô tả vào năm 1938. Tại châu Âu, nó thường được gọi là hội chứng Ullrich-Turner hoặc thậm chí hội chứng Bonnevie-Ullrich-Turner để thừa nhận rằng các trường hợp trước đó cũng đã được mô tả bởi các bác sĩ châu Âu.
Báo cáo được xuất bản đầu tiên về một cô gái 14 tuổi có kiểu nhân 45,X là vào năm 1959 bởi Tiến sĩ Charles Ford và các đồng nghiệp ở Harwell, gần Oxford và Bệnh viện Guy ở Luân Đôn.

## Các dấu hiệu và triệu chứng

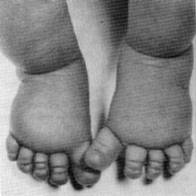
Bạch huyết ở chân sưng húp của trẻ sơ sinh có hội chứng Turner

Trong số các triệu chứng phổ biến của hội chứng Turner, một cá nhân có thể có bất kỳ các triệu chứng hoặc không có tất cả các triệu chứng.
- Tầm vóc ngắn
- Bàn tay, bàn chân trẻ sơ sinh sưng.
- Ngực và núm vú rộng.
- Chân sau thấp
- Tai thấp
- Không có khả năng sinh sản
- Buồng trứng và nang buồng trứng không phát triển mà sẽ trở thành xơ hóa.
- Không có kinh nguyệt
- Tăng cân, béo phì
- Ngón tay nhỏ
- Có màng cổ trong giai đoạn phôi thai.
- Hẹp động mạch chủ
- Nhiễm trùng tai và thính giác
- Thận móng ngựa
- Tỉ lệ vòng eo/ vòng hông cao
- Rối loạn tập trung, thụ động chú ý

Và các đặc điểm khác bao gồm hàm dưới nhỏ, móng mềm, lồi nhăn và mí mắt. Ít trường hợp nốt ruồi có màu sắc, mất thính lực và vòm miệng cao.
Mặc dù hầu hết các kết quả thể chất là vô hại, các vấn đề y tế đáng kể có thể liên quan đến hội chứng. Hầu hết các điều kiện đáng kể này đều có thể được điều trị bằng phẫu thuật và thuốc men.

## Nguyên nhân
Hội chứng Turner là do bị thiếu một nhiễm sắc thể X ở trứng hoặc tinh trùng trong quá trình giảm phân dẫn đến các tế bào chỉ có một nhiễm sắc thể X (45, X). Một số trường hợp chúng có thể ảnh hưởng ví dụ mất đoạn trên nhiễm sắc thể X hoặc sự hiện diện của một isochromosome,...

## Chẩn đoán

Kiểu nhân đồ 44A + X hiển thị thiếu một nhiễm sắc thể X ở phía dưới cùng bên phải

### Trước khi sinh
Hội chứng Turner có thể được chẩn đoán bằng chộc ối hoặc màn đệm lấy mấu sinh thiết gai trong giai đoạn mang thai. Thông thường thì chẩn đoán bằng cách siêu âm các dấu hiệu bất thường của thai nhi.
Nguy cơ gia tăng hội chứng Turner cũng có thể được chỉ ra bởi màn hình huyết thanh ở người mẹ gấp 3 hoặc 4 lần bất thường. Các bào thai được chẩn đoán thông qua kiểm tra huyết thanh dương tính ở mẹ thường được tìm thấy có karaotype mosaic hơn so với những người được chẩn đoán dựa trên những bất thường về siêu âm, và ngược lại, những người có karaotype kiểu mosaic ít có khả năng có các dị tật siêu âm hơn.

### Sau sinh
Hội chứng Turner có thể được chẩn đoán sau sinh ở mọi lứa tuổi. Thông thường, nó được chẩn đoán khi sinh vì các vấn đề về tim, cổ rộng bất thường hoặc sưng bàn tay và bàn chân. Tuy nhiên, có một số trường hợp phải đợi cho đến khi bé gái đến tuổi dậy thì mà không phát triển đúng cách (những thay đổi liên quan đến tuổi dậy thì không xảy ra). Đôi khi trong thời thơ ấu, một tầm vóc ngắn có thể là dấu hiệu của hội chứng Turner.
Ngoài ra, kiểm tra và phân tích nhiễm sắc thể và cấu trúc của nó cũng góp phần phát hiện và chẩn đoán chính xác hội chứng Turner.

## Điều trị
Là một bệnh do đột biến số lượng nhiễm sắc thể, không có thuốc chữa cho hội chứng Turner, nhưng có một số cách để làm giảm các triệu chứng của bệnh, ví dụ như:
- Tiêm hoóc môn tăng trưởng, riêng lẻ hoặc phối hợp với hoocmon androgen sẽ giúp cải thiện chiều cao. Có bằng chứng cho thấy điều này có hiệu quả, ngay cả ở trẻ mới biết đi.[12]
- Liệu pháp thay thế estrogen đã được sử dụng rộng rãi từ khi hội chứng này được mô tả vào năm 1938 để thúc đẩy phát triển các đặc điểm sinh dục thứ sinh. Estrogens rất quan trọng để duy trì tính toàn vẹn xương cốt, sức khỏe tim mạch và sức khỏe mô.[11] Phụ nữ bị hội chứng Turner không có tuổi dậy thì tự nhiên và nếu không được điều trị bằng estrogen có nguy cơ cao bị loãng xương và bệnh tim.
- Các công nghệ sinh sản cũng được sử dụng để đáp ứng nguyện vọng có thai của những bà mẹ mắc hội chứng này. Ví dụ, một tế bào trứng của người hiến tặng có thể được sử dụng để tạo ra một phôi thai, sau đó được mang thai bởi người phụ nữ hội chứng Turner.[11]
- Sự trưởng thành của tử cung liên quan tích cực đến tuổi sử dụng estrogen và kết hợp tiêu cực với việc thiếu liệu pháp thay thế hormon hiện tại.[13]

## Dịch tễ học
Xác suất mắc hội chứng Turner ở các bé gái sơ sinh là 1 trên 2000 đến 5000 bé.
Khoảng 99% thai nhi mắc hội chứng Turner đều sẩy tự nhiên trong khoảng ba tháng đầu tiên. Hội chứng Turner là nguyên nhân chiếm khoảng 10% tổng số vụ sẩy thai tự phát tại Hoa Kỳ.